# The Penalty (pel·lícula de 1920)
The Penalty és un thriller del 1920 protagonitzat per Lon Chaney basada en la novel·la homònima de Gouverneur Morris. Lon Chaney va haver de portar un dolorós arnès per donar la sensació que li havien estat amputades ambdues cames.

## Argument
Un home decideix venjar-se del metge que quan era nen li va amputar innecessàriament les dues cames.

## Altres crèdits
- Productora: Goldwyn Pictures Corporation (Encara que no apareixen en els crèdits, també van participar Eminent Authors Pictures i Incorporated).
- Productor executiu: Rex Beach
- Direcció artística: Gilbert White
- Muntatge: J.G. Hawks i Frank E. Hull
- Decorats: Charles Kenyon i Philip Lonergan
- Distribuïdora: Goldwyn Distributing Corporation
- Data d'estrena: 24 de juliol de 1920
- Color: blanc i negre
- So: muda
- Negatiu: rodada en 35mm en un format gran 1.37: 1